# Лоус (Кентуккі)
Лоус (англ. Lowes) — переписна місцевість (CDP) в США, в окрузі Ґрейвс штату Кентуккі. Населення — 92 особи (2020).

## Географія
Лоус розташований за координатами 36°52′58″ пн. ш. 88°45′59″ зх. д. / 36.88278° пн. ш. 88.76639° зх. д. (36.882838, -88.766366).  За даними Бюро перепису населення США в 2010 році переписна місцевість мала площу 1,78 км², з яких 1,77 км² — суходіл та 0,00 км² — водойми.

## Демографія
Згідно з переписом 2010 року, у переписній місцевості мешкало 98 осіб у 45 домогосподарствах у складі 29 родин. Густота населення становила 55 осіб/км².  Було 58 помешкань (33/км²).
Расовий склад населення:
| - 99,0 % — білих |

До двох чи більше рас належало 1,0 %. Частка іспаномовних становила 1,0 % від усіх жителів.
За віковим діапазоном населення розподілялося таким чином: 22,4 % — особи молодші 18 років, 61,3 % — особи у віці 18—64 років, 16,3 % — особи у віці 65 років та старші. Медіана віку мешканця становила 39,0 року. На 100 осіб жіночої статі у переписній місцевості припадало 92,2 чоловіків;  на 100 жінок у віці від 18 років та старших — 85,4 чоловіків також старших 18 років.
Цивільне працевлаштоване населення становило 57 осіб. Основні галузі зайнятості: оптова торгівля — 29,8 %, транспорт — 15,8 %, фінанси, страхування та нерухомість — 15,8 %.